# عبدول‌الخل، فاتا
عبدول‌الخل، فاتا (به انگلیسی: Abdul Khel, FATA) در پاکستان است که در مناطق قبیله‌ای فدرال واقع شده‌است.